# گروه فونیکس
گروه فونیکس (انگلیسی: Phoenix Group) شرکت بیمه بریتانیایی است، که در سال ۱۸۵۷ تأسیس شد.